# Ylinen Raaskaltiajärvi
Ylinen Raaskaltiajärvi och Alainen Raaskaltiajärvi, eller Raaskaltiajärvet är sjöar i Finland. De ligger i kommunen Enontekis i landskapet Lappland, i den norra delen av landet, 900 km norr om huvudstaden Helsingfors. Ylinen Raaskaltiajärvi ligger 373,4 meter över havet.'LMV'/> Omgivningarna runt Ylinen Raaskaltiajärvi är i huvudsak ett öppet busklandskap. Arean är 46,7 hektar och strandlinjen är 3,38 kilometer lång. Sjön  ingår i Kemi älvs huvudavrinningsområde. 
I övrigt finns följande vid Ylinen Raaskaltiajärvi:
- Kaamusjärvi (en sjö)
- Tuorkottajajärvi (en sjö)